# Calilena absoluta
Calilena absoluta är en spindelart som först beskrevs av Willis J. Gertsch 1936.  Calilena absoluta ingår i släktet Calilena och familjen trattspindlar. Inga underarter finns listade.